# Eilema lutea
Eilema lutea är en fjärilsart som beskrevs av Fabricius 1798. Eilema lutea ingår i släktet Eilema och familjen björnspinnare. Inga underarter finns listade i Catalogue of Life.